# Evertton Araújo
Pour les articles homonymes, voir Araújo (homonymie).
Evertton Gustavo Fernandes Araújo dit Evertton Araújo, né le 28 février 2003 au Brésil, est un footballeur brésilien qui évolue au poste de milieu défensif au CR Flamengo.

## Biographie

### En club
Né au Brésil, Evertton Araújo est formé par le Cruzeiro EC et le Botafogo FR, où il ne parvient pas à s'établir avant de rejoindre le Volta Redonda FC. En avril 2022 il rejoint le CR Flamengo sous la forme d'un prêt. Il est dans un premier temps intégré à l'équipe des moins de 20 ans du club.
Il joue son premier match avec l'équipe première de Flamengo le 13 janvier 2023, lors d'une rencontre de Campeonato Carioca face au Audax Rio de Janeiro Esporte Clube (en). Il entre en jeu et son équipe s'impose par un but à zéro.
En janvier 2024 il rejoint définitivement le CR Flamengo. Le transfert est annoncé dès le 12 décembre 2023.
Evertton Araújo joue son premier match de première division brésilienne contre le Grêmio Porto Alegre le 14 juin 2024. Il entre en jeu à la place de Lorran et son équipe s'impose par deux buts à un. Il marque son premier but en professionnel dans cette même compétition dès son deuxième match, le 16 juin 2024 contre l'Athletico Paranaense. Entré en jeu, il marque le but égalisateur de son équipe dans les dernières minutes du match (1-1 score final),.